# Joseph A. Gilmore
Joseph Albree Gilmore, född 10 juni 1811 i Weston, Vermont, död 7 april 1867 i Concord, New Hampshire, var en amerikansk republikansk politiker. Han var New Hampshires guvernör 1863–1865.
Gilmore etablerade sig inom partihandeln i Concord och gjorde senare karriär i ett järnvägsbolag. Han var ledamot av New Hampshires senat 1858–1860 och tjänstgjorde där 1859 som talman.
Gilmore efterträdde 1863 Nathaniel S. Berry som guvernör och efterträddes 1865 av Frederick Smyth.
Gilmore avled 1867 och gravsattes på Mount Auburn Cemetery i Cambridge i Massachusetts.